# Trenton Academy

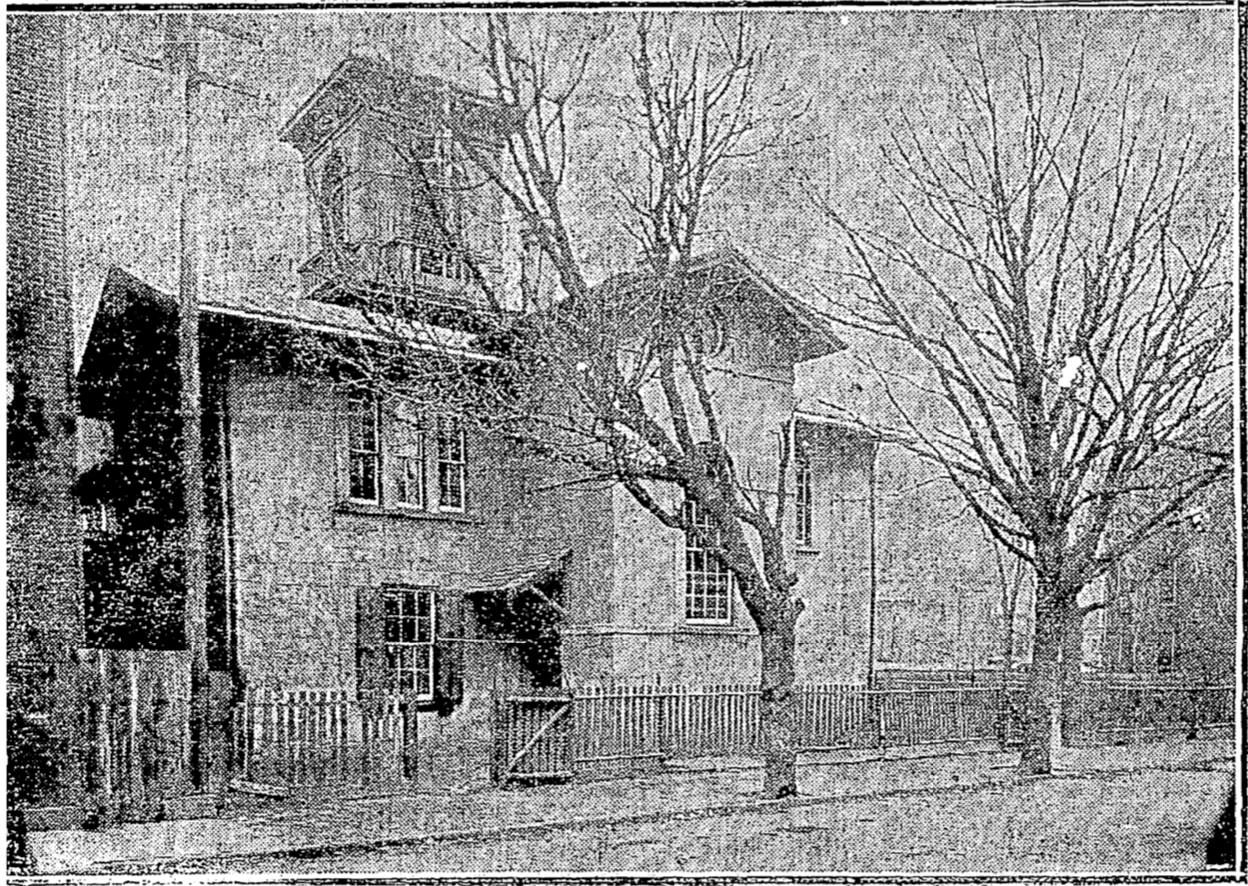
The Trenton Academy

La Trenton Academy (ou Académie de Trenton) était une école privée située dans la ville de Trenton, dans le New Jersey aux États-Unis, de 1781 à 1884, qui accueillait des enfants âgés de 4 à 16 ans. Elle était située sur Academy Street, là où se trouve actuellement la bibliothèque publique de Trenton.

## Histoire

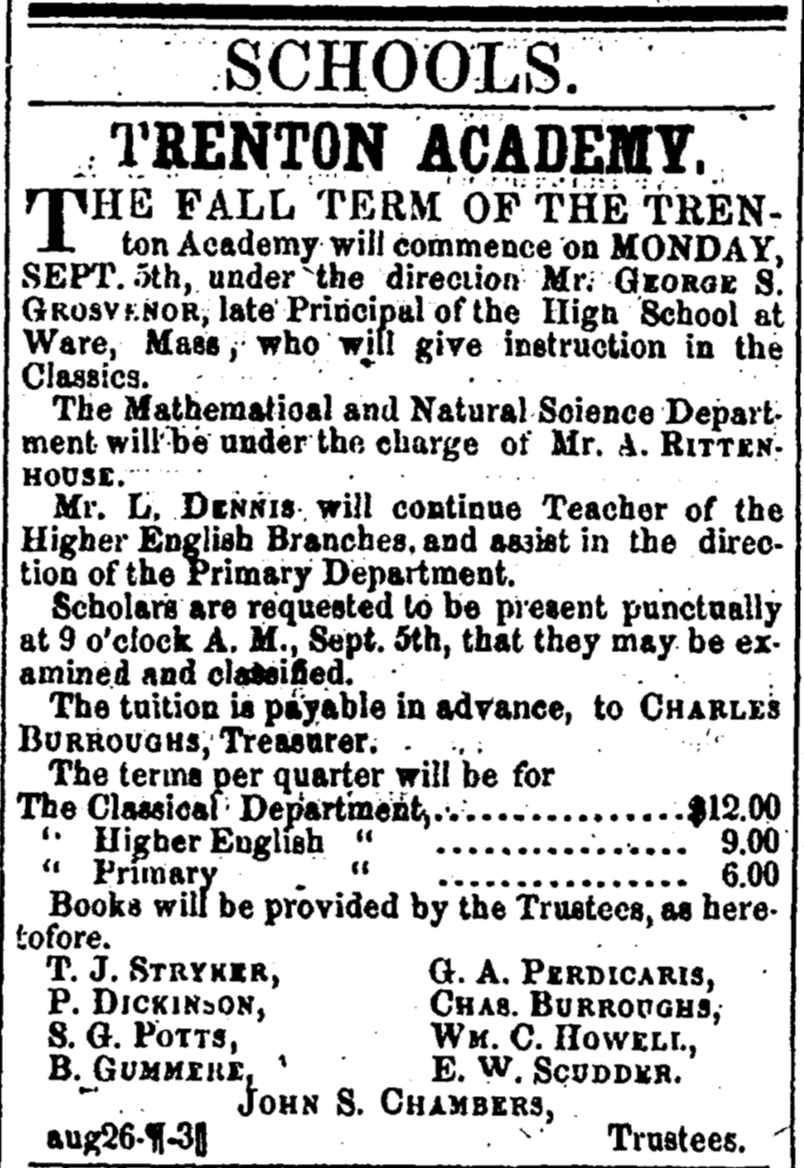
The Trenton Academy, 14 septembre 1859

En 1781, des membres éminents de la communauté de Trenton ont créé une société pour promouvoir la cause de l'éducation dans la ville. Il s'agit d'une société par actions et le conseil d'administration est élu chaque année parmi les actionnaires. En 1785, l'école est officiellement nommée Trustees of Trenton Academy (administrateurs de l'académie de Trenton). Après 1789, l'école a délivré un certificat sous le sceau de la société aux étudiants qui étudiaient la langue anglaise grammaticalement et acquéraient une connaissance compétente d'au moins deux branches de l'extraction des racines, de l'algèbre, des mathématiques, de la géographie, de la chronologie, de l'histoire logique rhétorique, de la philosophie morale et naturelle, de l'esprit des lois et de la critique, les étudiants lisaient également ce qui est habituellement lu dans les écoles : les ""Commentaires de César" ou les "Métamorphoses d'Ovide", "Justin ou Salluste" en latin et deux des quatre livres suivants, le "Nouveau Testament", le "Dialogue de Lucien", "Xénophon" ou "Homère" en grec,.
À la fin des années 1790, l'Académie organise une loterie pour collecter des fonds. En 1800, elle loue une partie du terrain à l'église presbytérienne sur State street pour y installer une école de filles. En 1807, les administrateurs de l'Académie ont adopté une résolution interdisant aux élèves de tirer avec des armes à feu dans l'enceinte de l'école. Au cours de l'hiver 1815-1816, l'Académie fut utilisée par l'église méthodiste pour organiser l'une des premières écoles du dimanche du pays. L'école a prospéré pendant de nombreuses années en tant qu'institution notable à Trenton, dans le New Jersey, et a été fréquentée par de nombreux hommes d'État et citoyens notables.
En 1847, un nouveau bâtiment est construit et les administrateurs réduisent les frais de scolarité. En 1870, le directeur de l'académie est George R Grosvenor. Les administrateurs étaient Thomas J Stryker, Gregory Anthony Perdicaris, Barker Gummere, Philemon Dickinson et John S. Chambers. En 1881, l'école comptait dix-neuf élèves et après 103 ans, vers 1884, l'école a fermé ses portes, et le terrain où se trouvait autrefois l'Académie de Trenton est aujourd'hui la Bibliothèque publique de Trenton. La bibliothèque comporte une plaque décrivant la Trenton Academy.

## Administrateurs
| - Stacy Potts 1781–1783, 1785-1787 - Moore Furman 1781, 1783-1791 - James Ewing 1781-1782 - Isaac Collings 1781–1784, 1786-1796 - William Houston 1781 - David Brearley 1782-1784 - Isaac Smith, 1782-1785 - Conrad Kotts 1783, 1785-1800 - Samuel W. Stockton 1784 - Benjamin Pitfield 1784 - Maskell Ewing 1788–1789, 1792, 1800 - Charles Tompkins 1790 - Peter Gordon 1791–1796, 1800 - Alexander Chambers Jr. 1794 1800 - Joseph Brearley 1798 - Randall Rickey 1798 - James S. Ewing 1804 - Gideon H Wells 1804-1817 - Charles Ewing 1804-1823 - George Sherman 1817, 1822-1830 - William Potts 1817-1821 - Zachariah Rossell 1821-1835 | - Thomas L. Woodruff 1821-1830 - Charles Higbee 1823-1835 - John S Chambers 1830 - Charles Burroughs 1835-1861 (Ancien maire de Trenton) - Henry W Green 1835-1847 - James Ewing 1835-1852 - Thomas J Stryker (1843-1872) (Participation à une conférence sur la paix pendant la guerre civile) - Francis A. Ewing 1843-1847 - Philemon Dickinson 1847-1881 - Rev Samuel Staar 1847-1858 - Stacy G. Potts 1847-1865 - William C. Howell 1847-1869 - Gregory Anthony Perdicaris 1847-1880 - Rev. John Hall 1887 - William L. Dayton 1847-1859 - Barker Gummere 1859-1881 - Edward W. Scudder 1859-1880 - John S. Chambers 1859-1880 - William S Stryker 1880-1881 - William Lewis Dayton Jr. 1880-1881 |

## Anciens élèves remarquables
- Charles Conrad Abbott[7]
- William L. Dayton
- William Lewis Dayton Jr.
- Thomas Story Kirkbride, 1809-1883
- Ion Hanford Perdicaris, 1847-1855
- Samuel R. Gummeré
- William S. Gummeré
- John Storey Chambers
- Joseph L Naar
- Washington Roebling
- J. Hart Brewer
- Charles Skelton
- Daniel Bailey Ryall
- Gershom Mott
- William E Hoy
- James Hoy Jr.[8]

## Source
- (en) Cet article est partiellement ou en totalité issu de l’article de Wikipédia en anglais intitulé « Trenton Academy » (voir la liste des auteurs).